# إريك برادلي
اريك برادلي (بالإنجليزية: Eric Bradley)‏ هو مغني أمريكي، ولد في 10 ديسمبر 1970.

## وصلات خارجية
- الموقع الرسمي